# Nouhoum Sigué
Nouhoum Sigué, né le 1er juin 1911 à Ouahigouya et mort le 1er octobre 2004 à Ouagadougou, est un vétérinaire et homme politique de nationalités française, voltaïque et burkinabè.
Élu conseiller de la République en novembre 1948 dans le territoire de la Haute-Volta, il siège dans la chambre haute du Parlement français entre décembre 1948 et juin 1952.

## Biographie

### Éléments personnels
Nouhoum Sigué naît le 1er juin 1911 à Ouahigouya, dans la colonie de Haut-Sénégal-et-Niger, en Afrique-Occidentale française. Au moment de la reconstitution de la colonie de la Haute-Volta, il est vétérinaire à Fada-N’Gourma ; il reprend cette profession à l’issue de sa carrière politique française, en 1952. Il meurt le 1er octobre 2004 à Ouagadougou, au Burkina Faso,.
Nouhoum Sigué est un adepte du culte massa, mouvement religieux apparu en 1951 parmi les Bobo et Sénoufo soutenant notamment l’obéissance aux autorités,.

### Carrière politique

#### En France
Associé au Rassemblement démocratique africain (RDA), Nouhoum Sigué est élu lors des élections du Conseil de la République du 14 novembre 1948 alors qu’il conduit la liste de l’Union pour la défense des intérêts de la Haute-Volta (UDIHV), ou Union voltaïque (UV). Admis comme conseiller de la République le 2 décembre 1948, il siège sur les bancs du groupe des républicains indépendants (RI). Il est membre de la commission de la France d’outre-mer jusqu’en 1952, puis, de celle du ravitaillement et des boissons pour quelques mois cette même-année,,.

#### En Haute-Volta
Alors que la Haute-Volta est recréée en 1947, la carrière politique locale de Nouhoum Sigué se met en place au moment de son élection dans la circonscription de Fada-N’Gourma comme membre du conseil général, érigé l’année suivante. Avec Saïdou Ouédraogo, il est l’un des chefs du Groupement d’action populaire (GAP), parti politique islamique ayant fait sécession de l’Union démocratique voltaïque (UDV) en 1966 et interdit en 1974,,.